# Marco Ciardiello
Marco Ciardiello (Salerno, 27 settembre 1971) è un ex calciatore italiano, di ruolo difensore.

## Carriera
La squadra in cui ha giocato più partite è stata il Palermo, con cui dal 1995 al 1998 ha disputato 47 partite in Serie B e 25 in Serie C1.

## Palmarès

### Club

#### Competizioni nazionali
- Serie C2: 1

Savoia: 1994-1995
- Serie C1: 1

Catanzaro: 2003-2004